# 斯坎萨诺
斯坎萨诺（義大利語：Scansano），是意大利托斯卡纳大区格罗塞托省的一个市镇。总面积273.57平方公里，人口4610人，人口密度16.9人/平方公里（2009年）。ISTAT代码为053023。